# Tagondaing
Tagondaing és un poble de l'estat Karen o Kayin a Birmània, poble del township de Kyainseikgyi, a la riba occidental del riu Winyaw a 16° 4′ 3″ N, 97° 54′ 25″ E / 16.06750°N,97.90694°E entre dues serralades.